# Черновский сельский совет (Крым)
Черновский сельский совет (укр. Черновська сільська рада, крымскотат. Ay Qış köy şurası) — административно-территориальная единица в Первомайском районе в составе АР Крым Украины (фактически до 2014 года).
Образован в 1984 году в составе Крымской области УССР в СССР. С 12 февраля 1991 года сельсовет в восстановленной Крымской АССР, 26 февраля 1992 года переименованной в Автономную Республику Крым.
Население сельсовета по переписи 2001 года — 1632 человека; площадь — более 100 км².
К 2014 году состоял из 3 сёл:
- Черново
- Каштановка
- Свердловское

С 2014 года на месте сельсовета находится Черновское сельское поселение.